# The Medium (filme de 1951)
The Medium é uma coprodução ítalo/americana de 1951, do gênero drama musical, dirigida por Gian-Carlo Menotti e estrelada por Marie Powers e Leo Coleman.
The Medium é filmagem da ópera homônima de Gian-Carlo Menotti, apresentada 352 vezes na Broadway de maneira intermitente, entre
maio de 1947 e outubro de 1950.
Além de indicações ao Oscar e ao BAFTA, o filme foi premiado em Cannes.

## Sinopse
Madame Flora é uma médium fraudulenta, mãe de Toby, que é mudo e aleijado. Essa condição de Toby é importante para depenar os clientes... Durante uma sessão, Flora sente uma mão a lhe apertar a garganta. Ela deduz que isso é obra do filho e o atira fora, no meio da chuva. Toby retorna, para se encontrar com Monica, sua namorada e assistente de Flora. Flora pensa que ladrões invadiram a casa e mata o filho. Ela é punida—por intervenção divina?

## Premiações
| Patrocinador                                  | Prêmio                        | Categoria                                                                    | Situação          |
| --------------------------------------------- | ----------------------------- | ---------------------------------------------------------------------------- | ----------------- |
| Academia de Artes e Ciências Cinematográficas | Oscar                         | Melhor Trilha Sonora (Filme Musical)                                         | Indicado          |
| British Academy of Film and Television Arts   | BAFTA                         | Melhor Filme de Qualquer Procedência Melhor Atriz Estrangeira (Marie Powers) | Indicado          |
| Festival de Cannes                            | Grande Prêmio Prêmio Especial | Melhor Filme Melhor Filme Lírico                                             | Indicado Vencedor |

## Elenco
| Ator/Atriz             | Personagem       |
| ---------------------- | ---------------- |
| Marie Powers           | Madame Flora     |
| Leo Coleman            | Toby             |
| Belva Kibler           | Senhora Nolan    |
| Beverly Dame           | Senhora Gobineau |
| Donald Morgan          | Senhor Gobineau  |
| Anna Maria Alberghetti | Monica           |